# 菲仕蘭康柏尼
皇家菲仕蘭康柏尼股份有限公司（英語：Royal FrieslandCampina NV），簡稱皇家菲仕蘭康柏尼股份、皇家菲仕蘭康柏尼，以及菲仕蘭康柏尼，於2008年自皇家菲仕蘭食品股份有限公司及荷蘭康柏尼股份有限公司合併成立。

## 历史
由於歐盟規定要提出符合效益和在無過於壟斷市場，加上需要出售乾酪和乳類製品，包括「Yogho Yogho」，以及「Choco Choco」，故此在2007年12月19日，批准2家合作社企業合併。

## 公司概况
總部位於荷蘭阿默斯福特。董事長兼首席執行長為司馬翰（Hein Schumacher）。

## 业务
業務主要生產及銷售各種乳類製品，包括「美素佳兒」（Friso，只在東南亞發售）、「荷蘭子母奶」（Dutch Lady）、「菲佳素維格」、 「巧克美爾」、 「菲仕特」、「黑白淡奶」 、「壽星公煉奶」、Appelsientje、 Milner、康柏尼（Campina）、Landliebe、Optiwell和Mona品牌。